# Divec
Divec (deutsch Diwetz) ist eine Gemeinde in Tschechien. Sie liegt sieben Kilometer nordöstlich des Stadtzentrums an der Stadtgrenze von Hradec Králové und gehört zum Okres Hradec Králové.

## Geographie
Divec befindet sich rechtsseitig der Adler auf der Černilovská tabule (Czernilower Tafel). Südlich erhebt sich im Wald Dehetník der Hügel Spálenik (284 m). Im Norden liegt die Talmulde des Librantický potok. Westlich verläuft die Staatsstraße 308 von Hradec Králové nach Bohuslavice.
Nachbarorte sind Černilov im Norden, Dolní Černilov und Horní Černilov im Nordosten, Borek und Librantice im Osten, Nepasice im Südosten, Blešno und Svinary im Süden, Koš und Slatina im Südwesten sowie Rusek und Bukovina im Nordwesten.

## Geschichte
Die erste urkundliche Erwähnung des Dorfes erfolgte 1306 zu Zeiten der Königinwitwe Elisabeth Richza im Zuge eines Ketzerprozesses gegen Bewohner von Divec. Im Jahre 1417 befand sich das Dorf teils im Besitz von Hynek von Červená Lhota, ein weiterer Anteil gehörte dem Kloster Opatovice. Um 1450 erwarb Peter von Adersbach das Dorf. Nachdem Nikolaus III. Trčka von Lípa im Jahre 1500 Divec gekauft hatte, schlug er das Dorf seiner Herrschaft Smiřice zu. Die Smiřický von Smiřice verkauften das Dorf um 1550 an Aleš Rodovský von Hustířany. Weitere Besitzer waren die Hrušovský von Hrušov, Mikuláš Bořek Dohalský, Zikmund Mladota von Solopisk, Jan Hamza von Zábědovice und ab 1631 Adam Erdmann Trčka von Lípa, der die Güter wieder an Smiřice anschloss.
Nach der Aufhebung der Patrimonialherrschaften bildete Divec ab 1850 eine Gemeinde im Bezirk Hradec Králové. 1877 wurde die Dorfschule gebaut. Um 1900 bestand Divec aus 43 Häusern und hatte 245 Einwohner. Im Jahre 1947 wurde die Schule geschlossen. Zwischen 1949 und 1960 gehörte die Gemeinde zum Okres Hradec Králové-okolí. Seit Beginn des Jahres 1961 kam sie wieder zum Okres Hradec Králové. Die ehemalige Schule wurde zum Sitz des Ortnationalausschusses und der Gemeindebücherei. 1971 erfolgte die Eingemeindung von Divec nach Černilov. Die Schule wurde danach als Magazin des Bezirksarchives Hradec Králové genutzt. 1992 entstand die Gemeinde Divec wieder. Die alte Schule wurde in den 1990er Jahren abgerissen.

## Gemeindegliederung
Für die Gemeinde Divec sind keine Ortsteile ausgewiesen.